# 亚硝基苯
亚硝基苯是化學式為C6H5NO的有有機化合物。为黄绿色晶体，不溶于水，溶于乙醇，醇溶液呈绿色。见光易分解。CAS編號為586-96-9，分子量為107.11。

## 製備
亚硝基苯最早是由Adolf von Baeyer所製備，製備方式是將二苯基汞及亚硝酰溴反應：
[C6H5]2Hg  +  BrNO  →  C6H5NO  +  C6H5HgBr。
現代的合成法會將硝基苯還原為苯胲，C6H5NHOH）,再被重铬酸钠氧化 。亚硝基苯也可以用俗稱「卡罗酸」的过一硫酸氧化苯胺而得。 